# Förenade arabemiraten i olympiska sommarspelen 1996
Förenade arabemiraten deltog i de olympiska sommarspelen 1996 med en trupp bestående av fyra deltagare, men ingen av landets deltagare erövrade någon medalj.

## Cykling
Herrarnas linjelopp
- Ali Sayed Darwish
  - Final: DNF

## Friidrott
Herrarnas 200 meter
- Mohamed Al-Aswad
  - Omgång 1: 21,77 (gick inte vidare)